# Гамбия на летних Олимпийских играх 1996
Гамбия принимала участие в Летних Олимпийских играх 1996 года в Атланте (США) в четвёртый раз за свою историю, но не завоевала ни одной медали. Сборную страны представляли 8 мужчин и 1 женщина.

## Лёгкая атлетика
Спортсменов — 9
Мужчины
| Спортсмен                                             | Вид              | Предваритель- ный круг | Предваритель- ный круг | Четвертьфинал | Четвертьфинал | Полуфинал | Полуфинал | Финал     | Финал     |
| Спортсмен                                             | Вид              | Результат              | Место                  | Результат     | Место         | Результат | Место     | Результат | Место     |
| ----------------------------------------------------- | ---------------- | ---------------------- | ---------------------- | ------------- | ------------- | --------- | --------- | --------- | --------- |
| Па Мамаду Гай                                         | 100 м            | 10,72                  | 8                      | Не прошёл     | Не прошёл     | Не прошёл | Не прошёл | Не прошёл | Не прошёл |
| Доуда Джаллоу                                         | 400 м            | 46,73                  | 5                      | Не прошёл     | Не прошёл     | Не прошёл | Не прошёл | Не прошёл | Не прошёл |
| Момоду Сарр Доуда Джаллоу Черно Соуэ Па Мамаду Гай    | Эстафета 4х100 м | 41,80                  | 7                      | Не прошли     | Не прошли     | Не прошли | Не прошли | Не прошли | Не прошли |
| Доуда Джаллоу Момодо Драммех Ламин Драммех Ассан Джон | Эстафета 4х400 м | не финишировали        | -                      | Не прошли     | Не прошли     | Не прошли | Не прошли | Не прошли | Не прошли |
| Усман Саллах                                          | Прыжки в длину   | NM                     | -                      | Не прошёл     | Не прошёл     | Не прошёл | Не прошёл | Не прошёл | Не прошёл |

Женщины
| Спортсмен    | Вид   | Забег           | Забег | Полуфинал | Полуфинал | Финал     | Финал     |
| Спортсмен    | Вид   | Результат       | Место | Результат | Место     | Результат | Место     |
| ------------ | ----- | --------------- | ----- | --------- | --------- | --------- | --------- |
| Адама Нджийе | 800 м | не финишировала | -     | Не прошла | Не прошла | Не прошла | Не прошла |